# Clam Falls (Wisconsin)
Clam Falls es un pueblo ubicado en el condado de Polk en el estado estadounidense de Wisconsin. En el Censo de 2010 tenía una población de 596 habitantes y una densidad poblacional de 6,51 personas por km².

## Geografía
Clam Falls se encuentra ubicado en las coordenadas 45°41′0″N 92°20′42″O / 45.68333, -92.34500. Según la Oficina del Censo de los Estados Unidos, Clam Falls tiene una superficie total de 91.54 km², de la cual 89.56 km² corresponden a tierra firme y (2.15%) 1.97 km² es agua.

## Demografía
Según el censo de 2010, había 596 personas residiendo en Clam Falls. La densidad de población era de 6,51 hab./km². De los 596 habitantes, Clam Falls estaba compuesto por el 96.98% blancos, el 0.17% eran afroamericanos, el 0.34% eran amerindios, el 0.17% eran asiáticos, el 0% eran isleños del Pacífico, el 0% eran de otras razas y el 2.35% pertenecían a dos o más razas. Del total de la población el 1.34% eran hispanos o latinos de cualquier raza.